# Saul Berlin
Saul Berlin (auch Saul Hirschel nach seinem Vater, auch Saul Hirschel Berliner-Lewin, Saul Hirschell, hebräisch שאול ברלין; geb. 1740 in Glogau, Fürstentum Glogau; gest. 16. November 1794 in London, Großbritannien) war ein deutscher jüdischer Gelehrter, der mehrere Werke gegen das rabbinische Judentum veröffentlichte.

## Leben
Saul Berlin wurde 1740 im österreichisch-schlesischen Glogau, das ab 1742 endgültig zu Preußen gehörte, geboren, sein Vater war der damals zwanzigjährige Hirschel Levin (1721–1800). Seine Mutter war Golda Rahel Berliner Löwenstamm, geborene Cohen (um 1740–1786). Er war das älteste von sechs Geschwistern: Abraham David Tebele, genannt Berliner (1745 – 14. Dezember 1830), Reizel Ginzburg (geb. 1745), Sara Herschel Löwenstamm (1748 – 31. August 1797), Solomon Hirschell (1761–1842; später Großrabbiner des Vereinigten Königreichs), Beila Berliner (geb. 1755), Zipporah Fradel Hozen und ein weiteres Geschwister sowie ein Halbbruder: Nata Yitzchak Berlinerman. Der Vater wurde 1765 Großrabbiner der Großen Synagoge von London, danach 1763/1764  Rabbiner in Halberstadt, 1770 Rabbiner von Mannheim und 1772/1773 Großrabbiner von Berlin.
Saul erhielt seine Grundschulausbildung von seinem Vater. Er wurde sowohl im Talmud als auch in nichttheologischen Themen unterrichtet. Mit zwanzig Jahren wurde Saul Berlin zum Rabbiner ordiniert. 1768 wurde er mit 28 Jahren Rabbiner in Frankfurt (Oder).
Saul Berlin heiratete Sarah Gitel Theomim-Fränkel (1740–1810), Tochter von Rabbi Joseph Jonas Theomim-Fränkel aus Breslau. Mit ihr hatte er vier Kinder, Miriam Lewin (geb. 1762), Hannah Loebel Lewin (1764–1822), Aryey Lieb Berliner (1765 – 30. November 1815) und Jette „Gittel“ Dvora Goldberg-Eiger. Die Ehe wurde vor 1776 geschieden. Sarah Gitel heiratete 1776 Yaakov Meyer ben Akiwa Eger.

## Karriere
Von Frankfurt (Oder) aus reiste er öfter nach Berlin und Breslau (wo er seinen Schwiegervater besuchte). Dort kam er in persönlichen Kontakt mit Vertretern der jüdischen Aufklärung (Haskala) und wurde heimlich einer ihrer enthusiastischsten Anhänger.
Saul Berlin begann seine literarische Karriere mit dem anonymen Rundbrief Ketav Josher (deutsch: Eine Epistel der Gerechtigkeit; erschienen in Berlin 1794, nach dem Tod des Autors), die Hartwig Wessely wärmstens in seinem eigenen Streit mit den Rabbinern verteidigte, als er für eine deutschsprachige Ausbildung der Juden plädierte. Berlin setzte Humor ein, um zu beschreiben, was er als absurde Methoden der jüdischen Schulen ansah, und beklagte, wie die rabbinische Kasuistik, die den größten Teil des Lernstoffs bildete, den gesunden Menschenverstand der Schüler verletze und die ehrbarsten Bestrebungen abtöte.
Später schrieb Saul Berlin unter Pseudonym das Werk Mitzpeh Yekutiel (deutsch: Der Wachturm von Jekutiel) (veröffentlicht von David Friedländer und seinem Schwager Itzig, Berlin 1789), eine Polemik gegen Torat Jekutiel von Raphael Kohen. Letzterer war einer der eifrigsten Verfechter der rabbinischen Frömmigkeit und ein Rivale für Levin bei der Bewerbung um das Berliner Rabbinat, mit Levins Sohn bewog, Raphael Kohen als ein negatives Beispiel von Rabbinismus darzustellen.
Unter dem Namen „Ovadiah b. Baruch aus Polen“ versuchte Saul Berlin in diesem Werk, die Talmudwissenschaft lächerlich zu machen und einen ihrer bekanntesten Vertreter als ignorant und unehrlich darzustellen. Die Verleger behaupteten im Vorwort, dass sie das Werk von einem reisenden polnischen Talmudgelehrten erhalten hätten und es als ihre Pflicht angesehen hätten, es zu drucken und dem Urteil von Spezialisten zu unterwerfen. Um die Anonymität noch mehr zu sichern, waren Saul Berlin und sein Vater unter denjenigen aufgeführt, die es erhalten sollten. Saul Berlins Aussagen, insbesondere seine persönlichen Angriffe gegen diejenigen, mit denen er nicht einverstanden war, unterminierten sein Anliegen. Als das Werk in Altona und Hamburg ankam, wo Raphael Kohen Oberrabbi war, wurden Werk und Autor mit einem Bann belegt. Die danach aufkommende Diskussion um die Gültigkeit des Banns, drehte sich ausschließlich um die Frage, ob persönliche Angriffe wie die auf den Rabbi von Altona, so eine Strafe rechtfertigten.
Einige polnische Rabbis unterstützten den Bann, während andere den Bann als ungültig ansahen, darunter Ezekiel Landau, Großrabbiner von Prag und ein enger Bekannter Saul Berlins, der ihn bedrängte, sich als Autor erkennen zu geben.

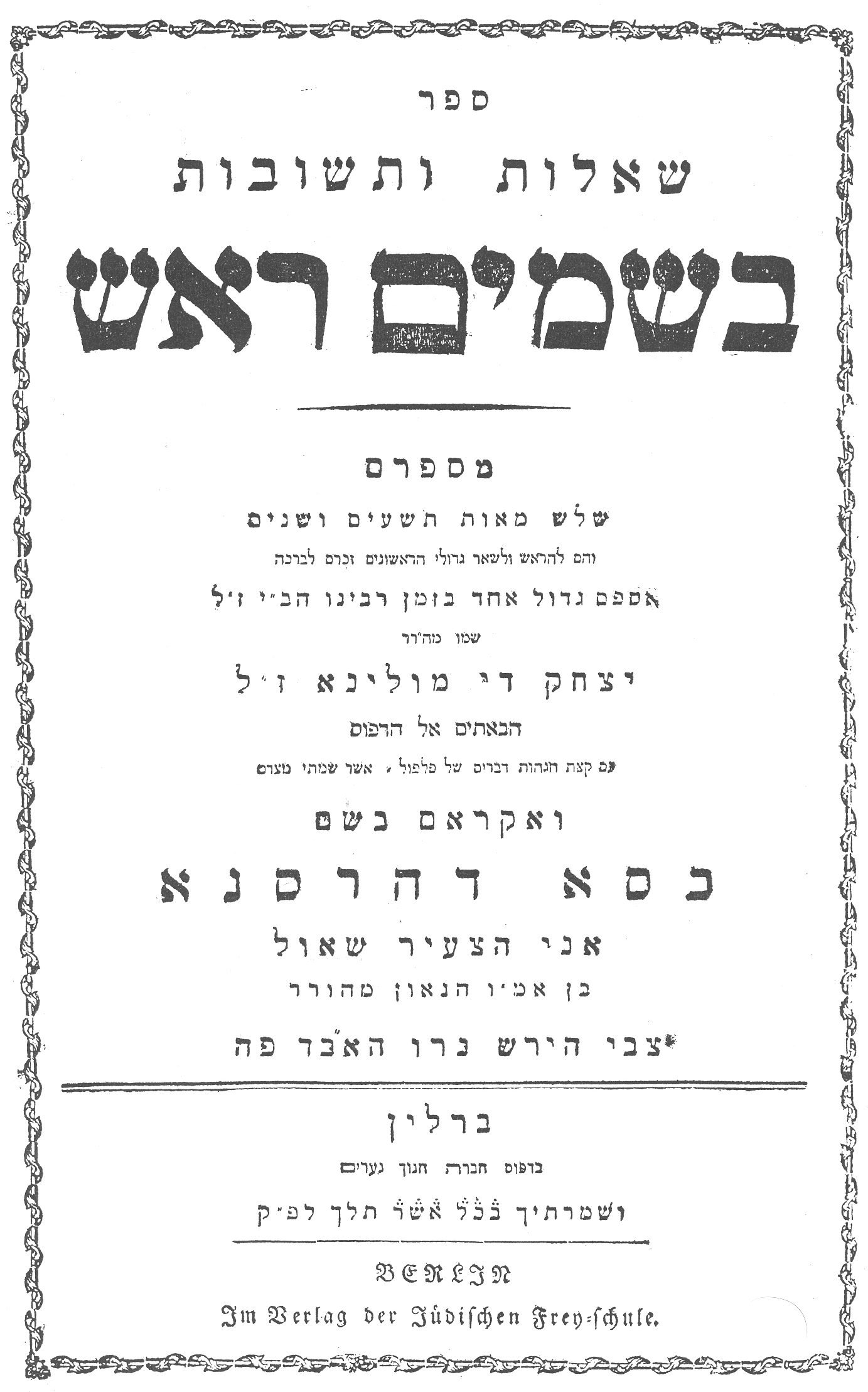
Besamim Rosch, Berlin 1793

Bevor sich die Aufregung um diese Affäre gelegt hatte, rief Saul Berlin mit einem anderen Werk eine neue Sensation hervor. Es war die Schrift Besamin Rosch (hebräisch בשמים ראש ‚Der Duft der Gewürze‘, gedruckt 1793 in Berlin). Es waren 392 Antworten (Responsen), die angeblich von Asher ben Jehiel stammten. Darin gab es viele Glossen und Kommentare, die er Kassa de-Harsna (deutsch: Fischfarm) nannte. Berlin sagte zum Beispiel in Nr. 257, dass ein Einblick in die Grundlagen der Tora und ihrer Anweisungen nicht direkt aus ihr oder aus den Traditionen, sondern nur durch eine philosophisch-logische Ausbildung aus nichtjüdischen Quellen erlangt werden konnte. Allerdings hatte Asher ben Jehiel das Studium der Philosophie und sogar der Naturwissenschaften als unjüdisch und schädlich verurteilt (vergleiche Nr. 58 aus Ashers echten Responsen). Besamim Rosh schreibt die folgenden Meinungen den Neo-Talmudisten des 13. Jahrhunderts zu: „Beiträge des Glaubens[bekenntnisses] müssen mit der Zeit angepasst werden; und derzeit ist der wichtigste Punkt, dass wir alle wertlos und verdorben sind, und dass unsere einzige Pflicht in der Liebe zu Wahrheit und Frieden und dem Kennenlernen Gottes und seiner Werke besteht“. Rabbi Asher wird außerdem vorgeworfen, dass er der Autor zweier Responsen zur Anpassung der Zeremonierechte sei, insbesondere weil sie von Saul Berlin in seiner Jugend als Belastung angesehen wurden. Es sollte beispielsweise erlaubt sein, sich zu rasieren (Nr. 18), nichtkoscheren Wein zu trinken jajin nesek (Nr. 36) und am Sabbat zu reisen. Saul Berlin rief durch die betrügerische Verwendung des Namens eines der bekanntesten Rabbis des Mittelalters für den Kampf gegen den Rabbinismus einen Sturm der Entrüstung hervor.
Mordecai Benet versuchte zuerst, den Druck des Buches in Österreich zu verhindern und klagte dann in einem Rundbrief an Saul Berlins Vater die Täuschung an, indem er die Antworten kritisch analysierte und argumentierte, dass sie gefälscht seien. Hirschel Levin versuchte vergeblich, seinen Sohn zu verteidigen. Saul Berlin legte sein Rabbineramt nieder, um den Streit zu beenden, ging nach London, wo er einige Monate später starb. In einem Brief, der in seiner Tasche gefunden wurde, warnte er jeden davor, in seine Papiere zu schauen, sondern verlangte, dass sie an seinen Vater geschickt würden. Er drückte den Wunsch aus, nicht auf einem Friedhof, sondern an einem einsamen Ort beerdigt zu werden, in den Kleidern, in denen er gestorben war. Die exakte Historizität von Besamin Rosch wird immer noch diskutiert, da immer noch unklar ist, welche Teile gefälscht sind.

## Charakter
Um seine einzigartige Persönlichkeit zu verstehen, dass Saul Berlin ein Fokuspunkt für die Strahlen einer untergehenden Periode der jüdischen Geschichte war. Als großer Talmudkenner wusste er, wie man den Rabbinismus angreift. Er brannte vor Verlangen, seine Leute in geistige Freiheit zu führen. Mendelssohns und Wesselys zaghafte Versuche, eine neue Ära einzuleiten, befriedigten ihn nicht. In seinem jugendlichen Überschwang konnte er nicht verstehen, dass die Entwicklung eines populären Verständnisses ein langsamer Prozess ist. Ein offener Wettbewerb seiner Idee hätte einen Bruch mit seinem Vater, seiner Frau und seinen Kindern bedeutet – kurz, mit all seinen Verwandten; und es war zweifelhaft, ob seine Opfer seinen Zielen gedient hätten. Seine anonyme und pseudonyme Autorschaft war eine Frage von Politik; nicht von Feigheit. Er konnte jedoch den Konsequenzen dieser Art der Kriegskunst nicht entrinnen. Es ist erniedrigend und bitter, heimlich die anzugreifen, denen man in der Öffentlichkeit zustimmen muss. Obgleich Saul Berlin in seinen Polemiken persönlich wurde, war er nervös und unzufrieden mit sich selbst und der Welt, weil er wusste, dass er wegen seiner eigenen Fehler missverstanden wurde.
Neben den oben genannten Schriften soll Saul Berlin eine große Anzahl rabbinischer Arbeiten verfasst haben, einschließlich Anmerkungen zum gesamten Talmud.